# Paratropus olexai
Paratropus olexai är en skalbaggsart som beskrevs av Kanaar 1997. Paratropus olexai ingår i släktet Paratropus och familjen stumpbaggar. Inga underarter finns listade i Catalogue of Life.